# バーバラ・ブロッコリ
バーバラ・ダナ・ブロッコリ（Barbara Dana Broccoli、OBE、1960年6月18日 - ）は、アメリカ合衆国の映画プロデューサーである。

## 生い立ち
カリフォルニア州ロサンゼルスで生まれる。父は『007』シリーズのプロデューサーであるアルバート・R・ブロッコリ、母は女優のダナ・ウィルソン・ブロッコリである。また、後に『007』を共同でプロデュースすることになるマイケル・G・ウィルソン（1943年 - ）は、父親違いの兄妹である。

## キャリア
17歳のとき、『007/私を愛したスパイ』で初めて『007』シリーズに関与する。6年後、『007/オクトパシー』（1983年）で初めて助監督の一人を務める。さらにその後『007 リビング・デイライツ』（1987年）ではアソシエイトプロデューサーを務めた。『007/ゴールデンアイ』からは製作者としてクレジットされており、以後ピアース・ブロスナンとダニエル・クレイグの『007』をすべて手掛けている。
2024年度の第97回アカデミー賞において、マイケル・G・ウィルソンと共にアービング・G・タルバーグ賞を受賞。父親も同賞を受賞している。

## フィルモグラフィ

### アソシエイトプロデューサー
- 007/リビング・デイライツ The Living Daylights（1987）
- 007/消されたライセンス Licence to Kill（1989）

### 製作
- 007/ゴールデンアイ GoldenEye（1995）マーティン・キャンベル監督
- 007/トゥモロー・ネバー・ダイ Tomorrow Never Dies（1997）ロジャー・スポティスウッド監督
- 007/ワールド・イズ・ノット・イナフ The World Is Not Enough（1999）マイケル・アプテッド監督
- 007/ダイ・アナザー・デイ Die Another Day（2002）リー・タマホリ監督
- 007/カジノ・ロワイヤル Casino Royale（2006）マーティン・キャンベル監督
- 007/慰めの報酬 Quantum of Solace（2008）マーク・フォースター監督
- 007 スカイフォール Skyfall（2012）サム・メンデス監督
- 007 スペクター Spectre（2015）サム・メンデス監督
- リヴァプール、最後の恋 Film Stars Don't Die in Liverpool（2017）ポール・マクギガン監督
- リズム・セクション The Rhythm Section（2020）リード・モラーノ（英語版）監督
- 007/ノー・タイム・トゥ・ダイ No Time to Die（2020）キャリー・ジョージ・フクナガ監督
- ティル Till（2022）シノニエ・チュクウ（英語版）監督

### 製作総指揮
- ナンシー Nancy（2018）クリスティーナ・チョー監督